# Djamaluddin Adinegoro
Djamaluddin Adinegoro (ur. 14 sierpnia 1904 w Talawi, zm. 8 stycznia 1967 w Dżakarcie) – indonezyjski dziennikarz i pisarz, pionier prasy w Indonezji. Był autorem Ensiklopedi Umum dalam Bahasa Indonesia – pierwszej encyklopedii napisanej w języku indonezyjskim.
W uznaniu jego zasług ustanowiono nagrodę dziennikarską Hadiah Jurnalistik Adinegoro.